# Préchacq-les-Bains
Préchacq-les-Bains är en kommun i departementet Landes i regionen Nouvelle-Aquitaine i sydvästra Frankrike. Kommunen ligger i kantonen Montfort-en-Chalosse som tillhör arrondissementet Dax. År 2022 hade Préchacq-les-Bains 797 invånare.

## Befolkningsutveckling
Antalet invånare i kommunen Préchacq-les-Bains
Referens:INSEE